# Jatag
Jatag, jatga (mong. ятга), żetygen – mongolska cytra.

## Historia
Pierwsza wzmianka o żetygenie pochodzi z XIV wieku. Instrument jest w użyciu od czasów dynastii Yuan do dziś. W rękopisie Yuan Shi podano, że na dworze Kubilaj-chana grano na jatagu trzymanym poziomo i pionowo. Był wykorzystywany na dworze cesarskim oraz podczas uroczystości religijnych, a także do celów rozrywkowych i jako instrument akompaniujący. Arystokracja również grała na tymże instrumencie. Wykorzystywano go w co najmniej jednym klasztorze buddyjskim do akompaniamentu. Grano na nim także podczas recytacji eposów Buriatów. Po rewolucji mongolskiej instrument stracił na znaczeniu a władze były nieprzychylne grze na nim, jednak już od lat 50. XX wieku został uznany za mongolski instrument narodowy i wrócił do łask. Od lat 90. XX wieku zainteresowanie jatagiem wzrosło.
Poza Mongolią instrument jest używany m.in. przez Mongołów mieszkających w Chinach, Kałmucy grają na jattaganie, ludzie z republiki Tuwa na szesnastostrunnym czadaganie, a Kazachowie na żetygenie.

## Budowa
Instrument bardzo zbliżony do chińskiego guzhengu. Jatag to instrument o długim rzędzie ruchomych mostków, w niektórych wariantach występują dwa rzędy mostków. Występuje w różnych rozmiarach, z różną liczbą strun (nawet 20) i jest różnie strojona. Pudło rezonansowe również bywa różnej grubości, może być wykonane np. z sosny wejmutki; z jednej strony pudło jest pochylone. Jatag ma typowo od 10 do 13 strun. Są one wykonane z kozich jelit, końskiego włosia, jedwabiu lub metalu. Struny szarpie się paznokciami lub plektronem. Wersja „narodowa” ma 13 strun i jeden rząd mostków.

## Galeria

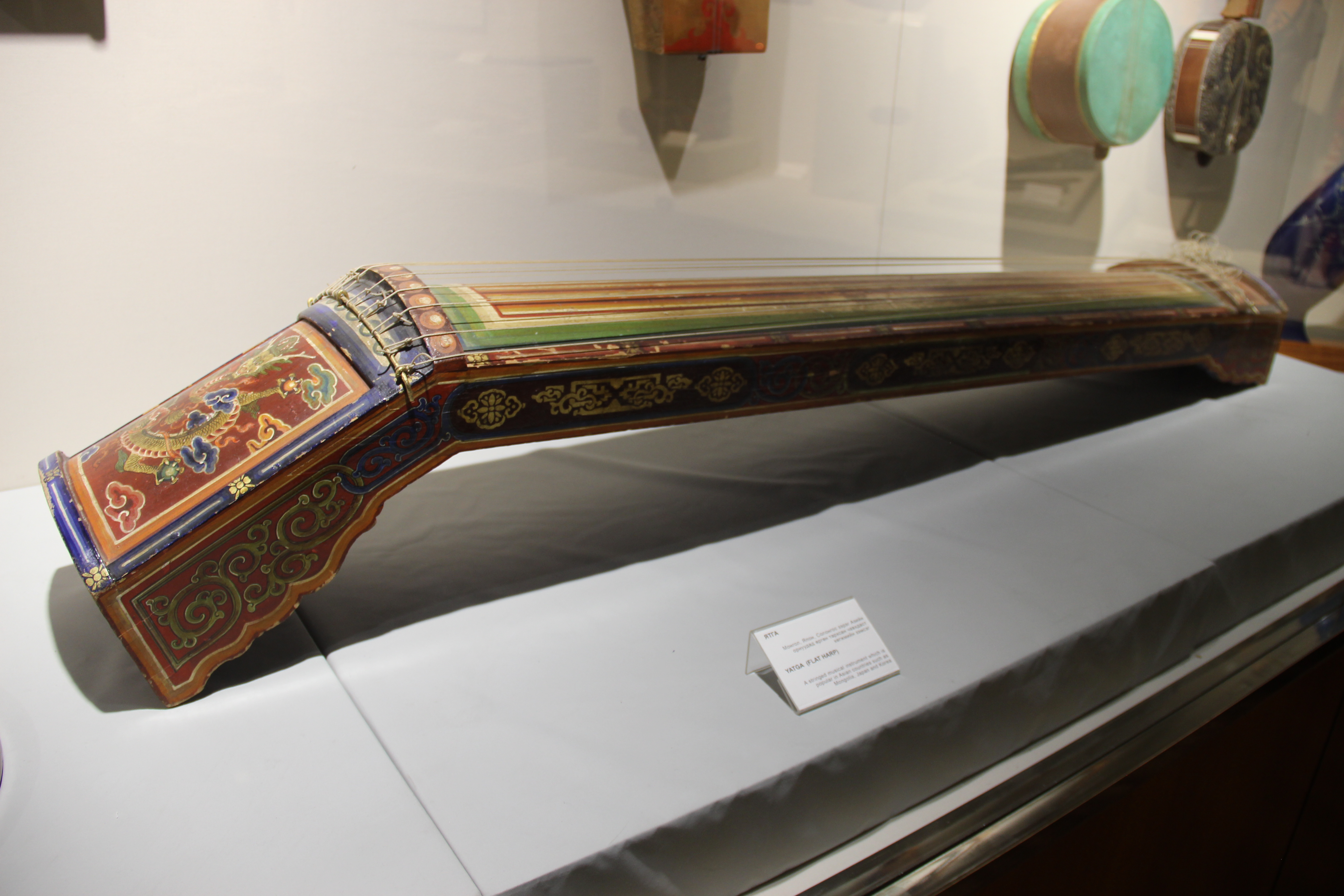
Jatag w Muzeum Narodowym Mongolii
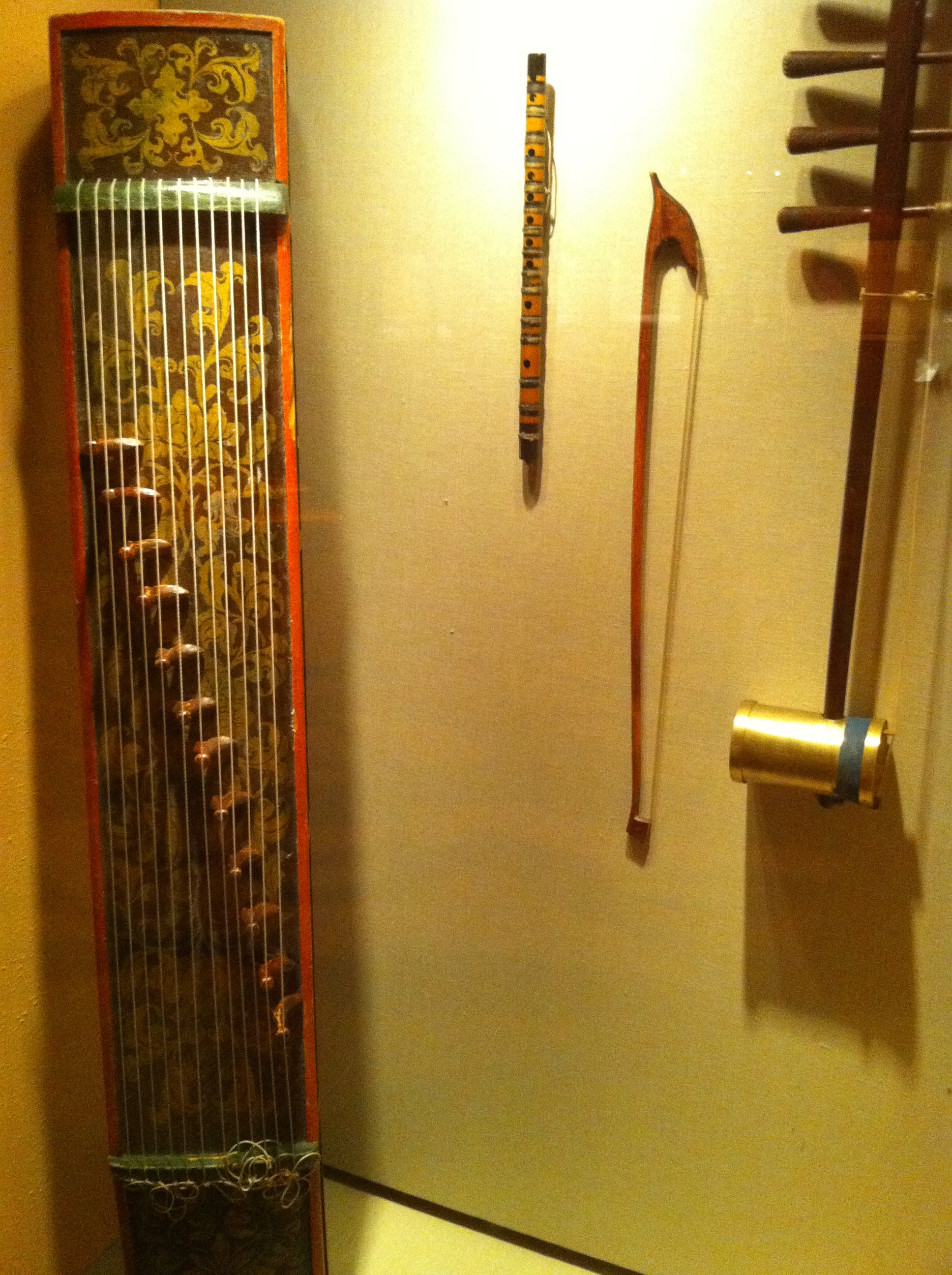
Jatag dwunastostrunny
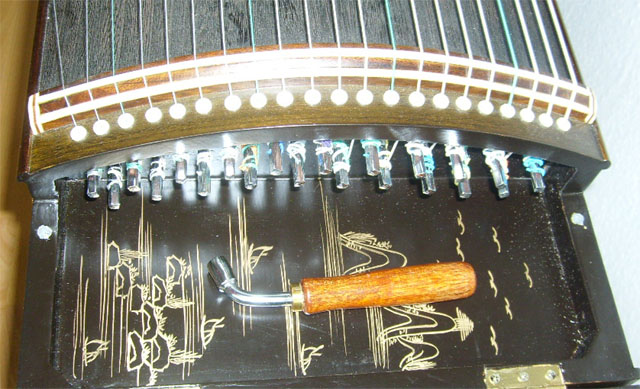
Klucz do strojenia instrumentu
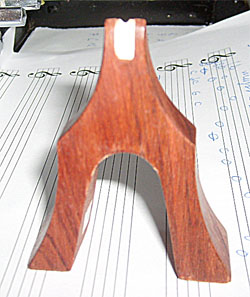
Pojedynczy mostek
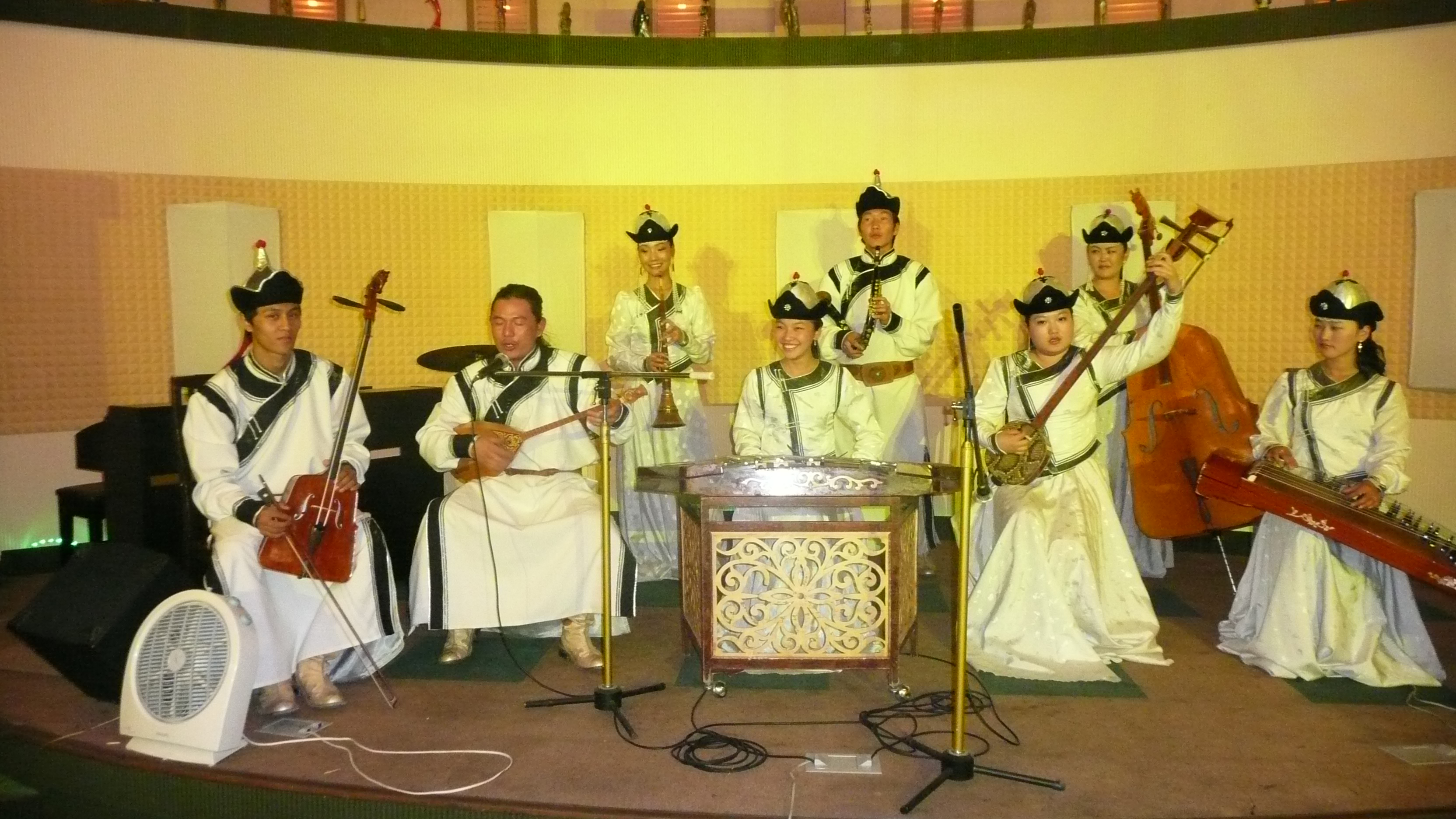
Mongolski zespół folklorystyczny, jatag z prawej
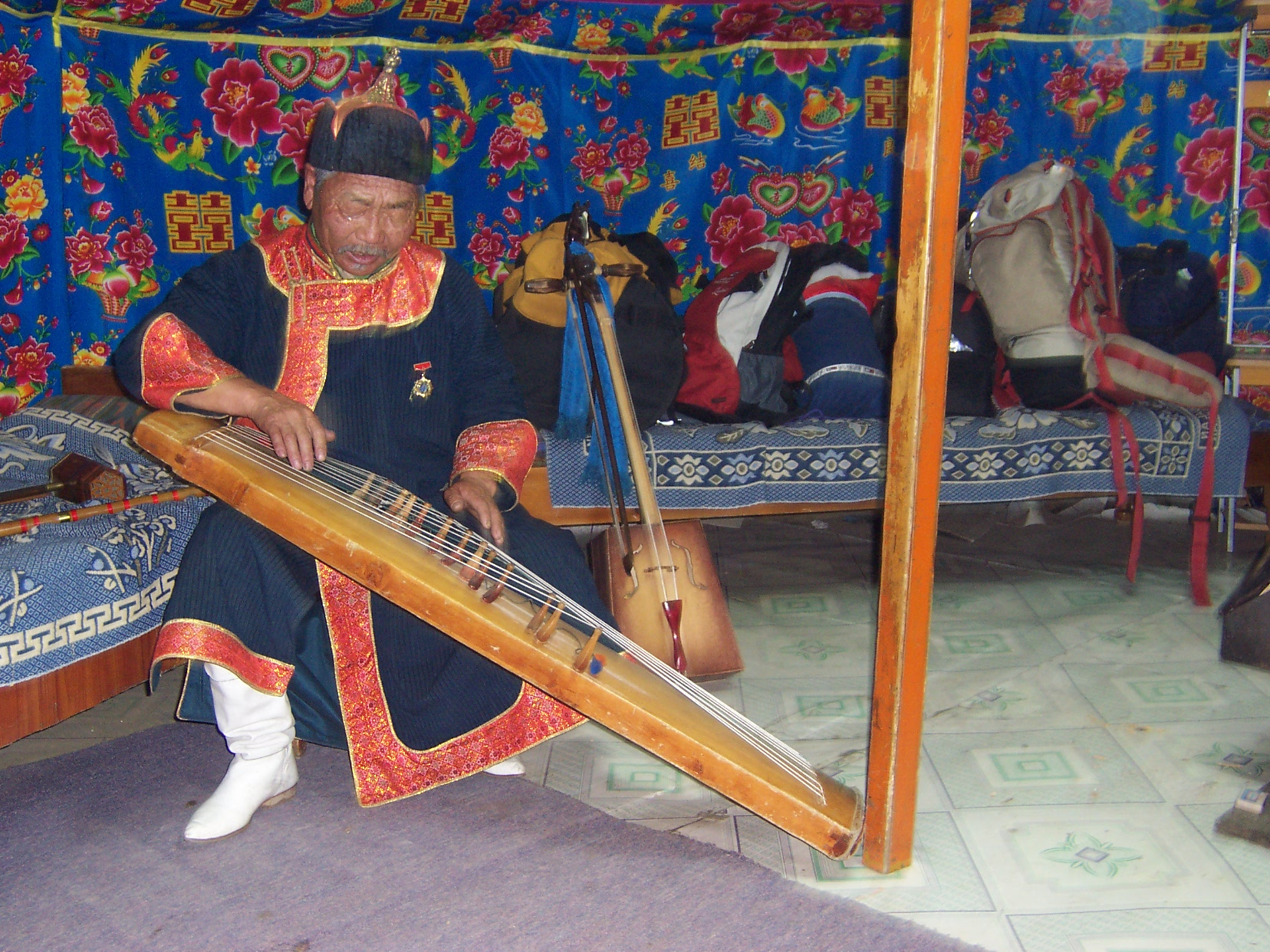
Jatag w pochyłej pozycji podczas gry
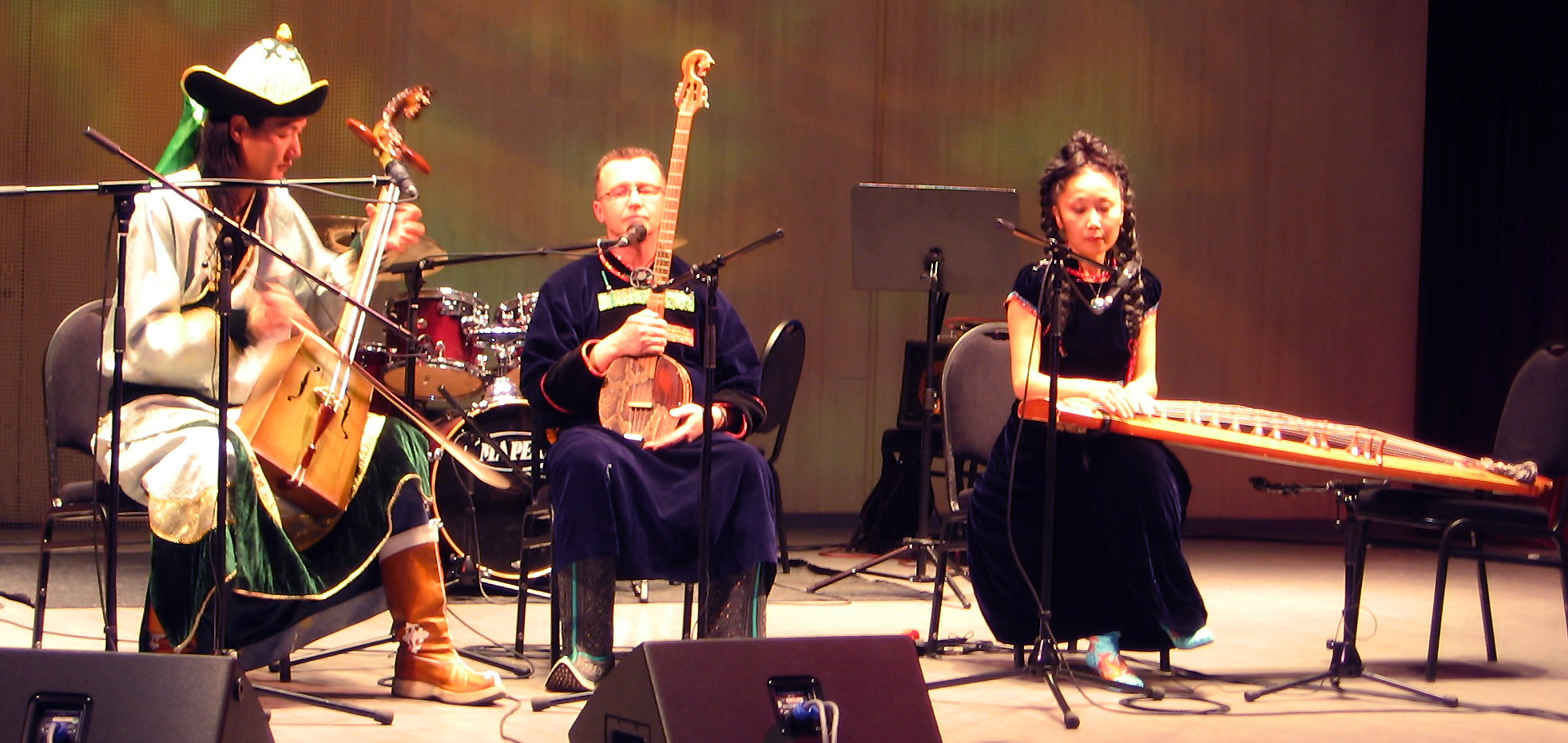
Jatag w pozycji niemal poziomej podczas gry